# Verband Bayerischer Sing- und Musikschulen
Der Verband Bayerischer Sing- und Musikschulen e. V. (VBSM) ist der Fach- und Trägerverband der Sing- und Musikschulen in Bayern. Er vertritt die fachlichen und politischen Interessen seiner Mitgliedsschulen gegenüber dem Freistaat Bayern, den Kommunen und der Öffentlichkeit. Der Sitz des Verbandes befindet sich in Weilheim in Oberbayern.

## Geschichte
Die Entwicklung des VBSM geht auf eine längere Phase institutioneller Zusammenarbeit zwischen Singschulen und Musikschulen zurück. Nach dem Zweiten Weltkrieg wurde zunächst 1961 die Landesarbeitsgemeinschaft der Sing- und Musikschulen in Bayern (LAG) gegründet. Diese legte 1963 eine Denkschrift zur musischen Erziehung in Bayern vor.
Im Zuge wachsender Notwendigkeit einer einheitlichen Vertretung veröffentlichte das Bayerische Kultusministerium 1968 eine zweite Bekanntmachung zur Ordnung und Förderung des Sing- und Musikschulwesens. Der Zusammenschluss der beiden Lager – der Singschulen und Musikschulen – wurde maßgeblich von Ministerialrat Erich Stümmer vorangetrieben.
Am 7. März 1970 fand in der Musikhochschule München die Gründungsversammlung des neuen Verbandes statt. 20 Mitgliedsschulen des VdM und 23 Singschulen (darunter zwei mit Stimmrechtsübertragungen) stimmten mit 43 Ja-Stimmen für die Gründung des Verbandes. Die Namensgebung betonte die Herkunft aus zwei Verbänden. 
Zum ersten Vorsitzenden wurde Fritz Büchtger, zum zweiten Vorsitzenden Karl Zeller gewählt. Die erste Vorstandssitzung fand am 23. April 1970 statt. Themen waren u. a. Fortbildung der Lehrkräfte, staatliche Zuschüsse und Instrumentenausstattung.
Der Haushalt im Gründungsjahr betrug 50.000 DM. Anfangs gab es Unklarheiten zur Mitgliedschaft, die sich aus unterschiedlichen vorherigen Zugehörigkeiten ergaben. Ende 1970 zählte der Verband 67 Mitgliedsschulen. Heute umfasst der Verband über 200 Mitgliedsschulen mit mehr als 200.000 Schülern.

## Aufgaben
Der VBSM vertritt die Interessen der Sing- und Musikschulen in Bayern, fördert die Qualitätssicherung, organisiert Fortbildungen und berät Mitgliedseinrichtungen. Er arbeitet eng mit dem Bayerischen Staatsministerium für Unterricht und Kultus zusammen und ist Kooperationspartner bei der Umsetzung der Bayerischen Sing- und Musikschulverordnung (SiMuV).

## Vorstand 2022–2025
- Präsident: Landrat Martin Bayerstorfer (Landkreis Erding)
- 1. Vorsitzender: Markus Lentz, Musikschule Grünwald
- 2. Vorsitzender: Michael Dröse, Landratsamt Würzburg
- Vertreter der kommunalen Spitzenverbände: Manfred Riederle, Bayerischer Städtetag
- Weitere Vorstandsmitglieder: Julia Erche (Musikschule Neu-Ulm), Karl Höldrich (Musikschule Augsburg), Christian Bühn (Musikschule München)
- Leiter der Beratungsstelle:  Christoph Peters

## Mitgliedschaft
Der Verband nimmt als Mitglieder die Träger der Musikschulen auf, welche die Vorgaben der Bayerischen Sing- und Musikschulverordnung (SiMuV) erfüllen.